# Adama
Adama (en Oromo: Adaama, en amhárico: ኣዳማ, Adama) es una ciudad etíope, capital de la Región de Oromía. Es conocida también como Nazret (ናዝሬት nāzrēt). Se encuentra en la zona de Shewa Misraq, a una altura de 1.712 metros, a unos 100 km al sureste de Addis Abeba.

## Descripción
Adama es un activo centro de transportes. La ciudad está emplazada a lo largo de la carretera que une la capital del país, Addis Abeba, con Dire Dawa. Un gran número de camiones utilizan esta misma ruta para viajar hacia y desde los puertos de Yibuti y Asseb, aunque este último no es utilizado actualmente por Etiopía, a raíz de la guerra entre Eritrea y Etiopía de 1998. Además, el servicio de ferrocarril Addis Abeba-Yibuti corre a través de Adama.
La ciudad cuenta con una universidad, la Universidad de Adama, creada en 1990 sobre la base del antiguo Colegio de Profesores Técnicos de Adama. Posee además, un estadio, el Adama Stadium, con capacidad para 4000 espectadores, y que es ocupado por el Adama City F.C., un club de fútbol que participa de la Liga de la Federación Etíope de Fútbol.

## Demografía
De acuerdo a las cifras entregadas por la Agencia Central de Estadística de Etiopía, en 2005 la ciudad contaba con una población total estimada de 228 623 habitantes, de los cuales 114 255 eran hombres y 114 368 mujeres. Según los datos del censo de 1994, el último oficial realizado en el país, la población era de 127 842.

## Historia
La ciudad fue rebautizada con el nombre bíblico de Nazaret por el emperador Haile Selassie, utilizando dicho nombre durante casi todo el siglo XX. En el año 2000 la ciudad oficialmente recuperó su nombre original en lengua oromo, Adama; aunque Nazaret sigue siendo utilizado.
En el año 2000, el gobierno etíope trasladó la capital de la región de Oromía de Addis Abeba a Adama, en medio de una gran controversia, dándole un estatus especial a la capital etíope. Los críticos de la iniciativa consideran que el gobierno desea reducir la importancia de Addis Abeba, dentro de Oromia.
El 10 de junio de 2005, el partido Organización Democrática de los Pueblos de Oromo (OPDO), parte de la coalición gobernante EPRDF, anunció oficialmente los planes para mover la capital de la región de nuevo a Finfinne (nombre en oromo para Addis Abeba). Este anuncio se produjo luego de las elecciones de 2005, en la que la coalición de gobierno perdió todos sus escaños en la administración municipal de Addis Abeba.

## Religión
La mayoría de habitantes de Nazret son fieles creyentes del rastafarismo.